# Diritti LGBT a Saint Kitts e Nevis
Le persone LGBT a Saint Kitts e Nevis non godono di alcun diritto e l'omosessualità maschile è stata legalmente perseguibile ai sensi di legge fino al 29 agosto 2022.

## Leggi sull'omosessualità

### Omosessualità maschile
L'omosessualità maschile è stata illegale a St. Kitts e Nevis fino al 29 agosto 2022. Le sezioni 56 e 57 dei "Reati contro la legge sulla persona" criminalizzavano l'omosessualità maschile.
La Sezione 56 dei "Reati contro la legge sulla persona" parlava di "Crimine abominevole di sodomia" con pene fino a 10 anni di reclusione, con o senza l'aggravante del lavoro forzato.
La Sezione 57 dei "Reati contro la legge personale" affermava che "Chiunque avesse tentato di commettere il suddetto crimine abominevole, o si fosse reso colpevole di un assalto con l'intenzione di commettere lo stesso, o di qualsiasi aggressione indecente nei confronti di qualsiasi uomo, sarebbe stato considerato colpevole di reato minore, e per essere stato condannato avrebbe dovuto essere stato imprigionato per un periodo non superiore a quattro anni con o senza l'aggravante del lavoro forzato".
Il governo di St. Kitts e Nevis i passato aveva affermato di non aver mai avuto alcuna lamentela da parte della popolazione per abolire la criminalizzazione dell'omosessualità tra adulti consenzienti. Tuttavia, nonostante fino al 2022 tale legge fosse in vigore, non è stato mai accertato il perseguimento dell'omosessualità da parte del governo.

### Omosessualità femminile
Il lesbismo è legale ai sensi della legge.

## Tabella riassuntiva
| Attività e relazioni sessuali legali                                | 2022 |
| Parità dell'età di consenso                                         | 2022 |
| Leggi anti-discriminazione sul lavoro                               | No   |
| Leggi anti-discriminazione nella fornitura di beni e servizi        | No   |
| Leggi anti-discriminazione in tutti gli altri settori               | No   |
| Matrimonio egualitario                                              | No   |
| Unione civile                                                       | No   |
| Adozione                                                            | No   |
| Autorizzazione a prestare servizio nelle forze armate               | No   |
| Diritto di cambiare legalmente sesso                                | No   |
| Surrogazione di maternità                                           | No   |
| Permesso alle donne lesbiche di accedere alla fecondazione in vitro | No   |
| Permessa la donazione di sangue per le persone omosessuali          | No   |